# ليزا جاكوبس
ليزا جاكوبس (بالإنجليزية: Lisa Jacobs)‏ هي دراجة أسترالية، ولدت في 17 سبتمبر 1981.

## وصلات خارجية
- ليزا جاكوبس على موقع أرشيف الدراجات (الإنجليزية)
- ليزا جاكوبس على موقع إحصائيات الدراجات الإحترافية (الإنجليزية)